# Nazionale femminile di roller derby dell'Italia
La nazionale di roller derby Italiana è una selezione di atlete italiane di roller derby, Team Italy, che rappresenta l'Italia nelle varie competizioni ufficiali o amichevoli riservate a squadre nazionali.
Ha esordito nel campionato mondiale di roller derby 2014 che si è tenuto a Dallas dal 4 al 7 dicembre 2014 classificandosi ventitreesima.

## Team Italy 2014
"Per me il Team Italy rappresenta l'unione di più squadre italiane, che vanno all'estero per dimostrare che per quanto uno sport può essere poco conosciuto, porta comunque gioia e ti fa a conoscere persone fantastiche. Credo nel progetto perché siamo noi, dovunque andiamo lo facciamo per divertirci e imparare, e siamo sempre unite. Ci credo perché è bello crederci."

### Roster

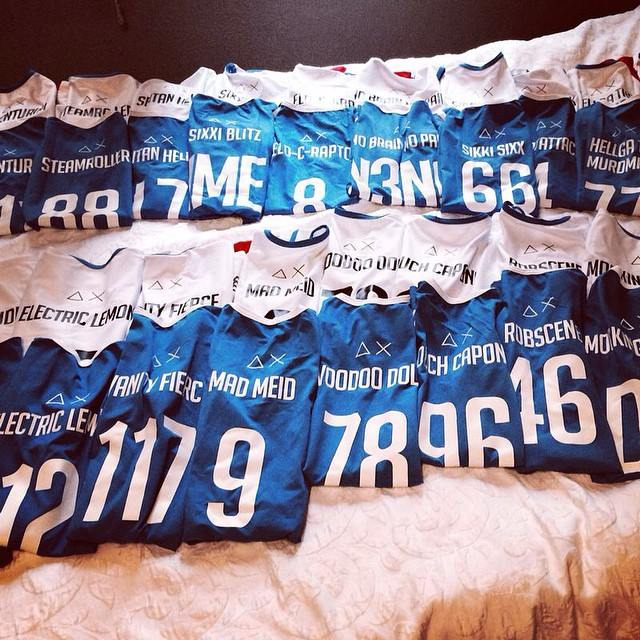

- #08 Hate's Blades - Bloody Wheels - Roller Derby Torino
- #117 Vanity Fierce - Harpies - Roller Derby Milano
- #12 Electric Lemon - Harpies - Roller Derby Milano
- #14 Bad Attitude - She-Wolves Roller Derby Roma
- #21 Sylph - Harpies - Roller Derby Milano
- #4 Martatttack (Captain) - Copenaghen Roller Derby
- #46 Robscene - London Rockin' Rollers
- #66 Sikki Sixx - London Rockin' Rollers
- #77 Hellga the Murdmaid - Alp'n Rockets Roller Derby
- #78 Voodoo Doll - Harpies - Roller Derby Milano
- #8 Elo-C-Raptor (Co-captain) - Harpies - Roller Derby Milano
- #88 Steamroller- She-Wolves Roller Derby Roma
- #9 Mad Meid - Berlin Bombshells
- #911 Ace Venturini - London Rockin' Rollers
- #96 Ouch Capone - Berlin Bombshells
- #D12 Mocking Phoenix - Bloody Wheels - Roller Derby Torino
- #L7 Seitan Helle - She-Wolves Roller Derby Roma
- #MC5 Claw D Hella - Bloody Wheels - Roller Derby Torino
- #N3N0 No Brain No Pain - Harpies - Roller Derby Milano
- #NME1 Sixxi Blitz - Bloody Wheels - Roller Derby Torino
- Bench Coach: Sgt. Pepperoni
- Lineup MAnager: Mr. Yeah Buddy

## Risultati
Legenda: Grassetto: Risultato migliore, Corsivo: Mancate partecipazioni

## Dettaglio stagioni

### Amichevoli
| Stagione | Vin | Par | Per | Tot | PF  | PS  | avversaria |
| -------- | --- | --- | --- | --- | --- | --- | ---------- |
| 2014     | 0   | 0   | 1   | 1   | 135 | 232 | Svizzera   |
|          |     |     |     |     |     |     |            |
| Totale   | 0   | 0   | 1   | 1   | 135 | 232 |            |

### Tornei

#### Mondiali
| Stagione | regular season | regular season | regular season | regular season | regular season | regular season | playoff | playoff | playoff | playoff | playoff | playoff       | playoff    |
|          | Vin            | Par            | Per            | Tot            | PF             | PS             | Vin     | Per     | Tot     | PF      | PS      | risultato     | avversaria |
| -------- | -------------- | -------------- | -------------- | -------------- | -------------- | -------------- | ------- | ------- | ------- | ------- | ------- | ------------- | ---------- |
| 2014     | 0              | 0              | 3              | 3              | 173            | 911            | 1       | 0       | 1       | 193     | 136     | Ventitreesima | Svizzera   |
|          |                |                |                |                |                |                |         |         |         |         |         |               |            |
| Totale   | 0              | 0              | 3              | 3              | 173            | 911            | 1       | 0       | 1       | 193     | 136     |               |            |

### Riepilogo bout disputati
| Anno | Luogo  | Evento     | Fase del torneo      | Incontro           | Risultato |
| 2014 | Zurigo | Amichevole |                      | Svizzera - Italia  | 232 - 135 |
| 2014 | Dallas | Mondiale   | Fase a gironi        | Australia - Italia | 513 - 5   |
| 2014 | Dallas | Mondiale   | Fase a gironi        | Italia - Grecia    | 82 - 125  |
| 2014 | Dallas | Mondiale   | Fase a gironi        | Italia - Belgio    | 86 - 273  |
| 2014 | Dallas | Mondiale   | Fase di consolazione | Svizzera - Italia  | 136 - 193 |

## Confronti con le altre Nazionali
Questi sono i saldi dell'Italia nei confronti delle Nazionali incontrate.

### Saldo in pareggio
| Nazionale | Giocate | Vinte | Pareggiate | Perse | PF  | PS  | Ultima vittoria | Ultimo pari | Ultima sconfitta |
| --------- | ------- | ----- | ---------- | ----- | --- | --- | --------------- | ----------- | ---------------- |
| Svizzera  | 2       | 1     | 0          | 1     | 328 | 368 | 2014            | -           | 2014             |

### Saldo negativo
| Nazionale | Giocate | Vinte | Pareggiate | Perse | PF | PS  | Ultima vittoria | Ultimo pari | Ultima sconfitta |
| --------- | ------- | ----- | ---------- | ----- | -- | --- | --------------- | ----------- | ---------------- |
| Australia | 1       | 0     | 0          | 1     | 5  | 513 | -               | -           | 2014             |
| Belgio    | 1       | 0     | 0          | 1     | 86 | 273 | -               | -           | 2014             |
| Grecia    | 1       | 0     | 0          | 1     | 82 | 125 | -               | -           | 2014             |

## Roster storici
Roster della Nazionale di roller derby dell'Italia al Mondiale 2014
Jammer
- #21 Sylph J/B
- #5 Kill B J/B
- #911 Ace Venturini J/B
- #L7 Seitan Helle J/B
- #NME1 Sixxi Blitz J/B
- #88 Steam Roller

...
Pivot
- #4 Martattack P/J (C)
- #46 Robscene P/B

...
Blocker
- #117 Vanity Fierce B/J
- #96 Ouch Capone B/J
- #D12 Mocking Phoenix B/P
- #12 Electric Lemon B/J

...
Roster aggiornato al 23 luglio 2014
Coaching staff
- Sgt. Pepperoni (Bench Coach)
- Mr. Yeah Buddy (Lineup Manager)

Legenda
- I rookie sono in corsivo.
- il primo ruolo è il principale mentre gli eventuali successivi indicano i ruoli secondari.
- indica un giocatore fuori per il resto della stagione.